# اواکوود (اوهایو)
اواکوود(به انگلیسی: Oakwood) شهری در ایالت اوهایو کشور ایالات متحده آمریکا است که جمعیت آن در سرشماری سال ۲۰۱۰ میلادی، ۹٬۲۰۲ نفر بوده‌است.